# Amazon Locker

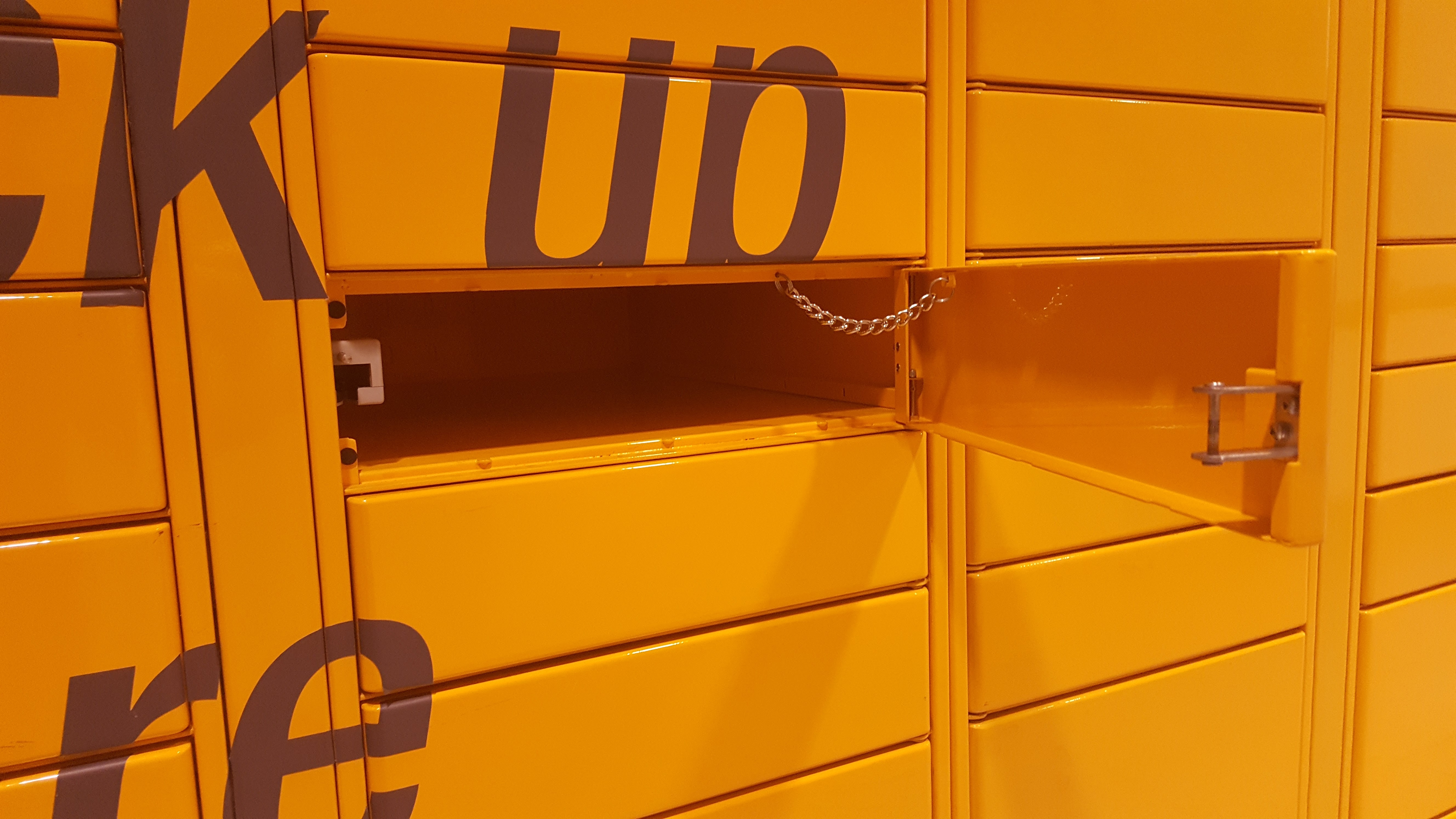
Com a porta aberta

Amazon Locker é um serviço de entrega de auto-atendimento oferecido pelo varejista virtual Amazon.com. Os clientes da Amazon podem selecionar qualquer local com quiosque Amazon Locker como seu endereço de entrega e receber seus pedidos nesse local. O programa Amazon Locker aborda preocupações de cargas roubadas ou clientes sem receber a entrega do correio. O programa Amazon Locker foi lançado em setembro de 2011 em Nova Iorque, Seattle e Londres. Desde abril de 2017, armários Locker estavam disponíveis em mais de 1800 locais em 50 + cidades.

## Funcionamento
Um cliente pede uma encomenda da Amazon e escolhe algum quiosque do Amazon Locker. As operadoras de frete entregam os pacotes no quiosque, assim que é entregue o cliente recebe um código de recolha via e-mail ou mensagens de texto. Para resgatar a encomenda, é digitado o código em uma tela sensível ao toque e, a porta atribuída abre para a recuperação do pacote. Os clientes da Amazon têm três dias para recolher os seus pacotes depois de receberem o seu código de recolha.
Os clientes da Amazon também podem retornar pacotes através desse serviço. Os armários do Amazon Locker às vezes podem estar cheios e, portanto, não estão disponíveis quando uma entrega chega. Nesse caso, os clientes terão que esperar um período de tempo não especificado até que um armário seja disponibilizado.

## Localizações

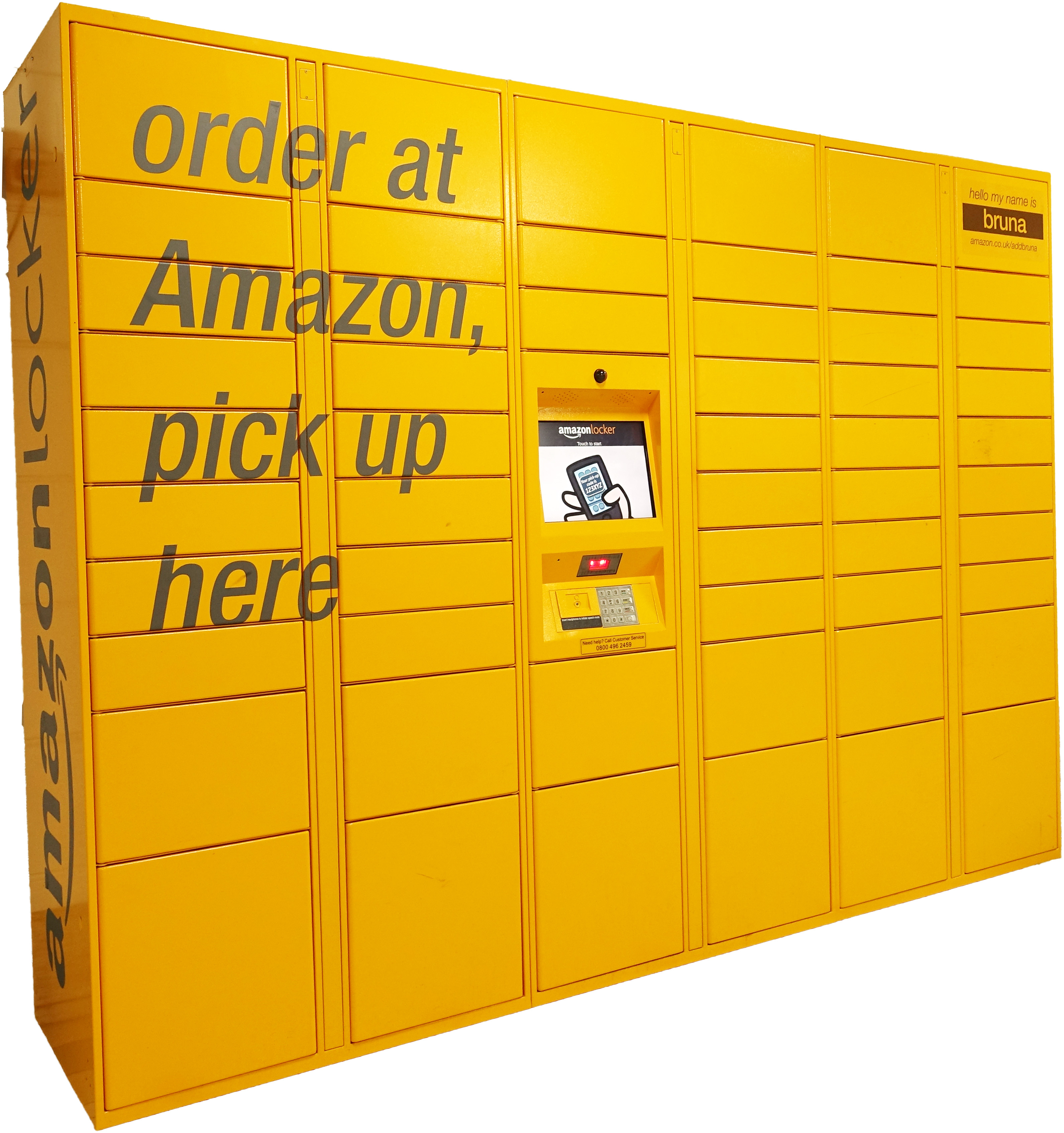
Amazon Locker em Bristol

A Amazon possui parceria com lojas de varejo, como 7-Eleven e Spar para hospedar quiosques do Amazon Locker. Os varejistas recebem remuneração da Amazon para hospedar os quiosques. Staples e RadioShack tinham aderido ao programa em 2012 por um ano. 7-Eleven tem quiosques em 186 locais nos EUA desde 2015.
No Reino Unido, a Amazon tem uma parceria com a varejista Co-op Food e cadeia de supermercados Morrisons. Armários estão localizados dentro de algumas lojas Co-op e Morrisons.  Desde 2012, as bibliotecas em West Sussex também estão operando  Amazon Locker. Grandes centros de varejo muitas vezes têm Amazon Lockers, por exemplo, há 2 em One New Change em Londres, e há um em Stratford Center. 
A Amazon também expandiu o programa Locker na França, Alemanha e Itália.
No Brasil contamos com o serviço dos Armários Inteligentes da Biccateca. Os lockers estão espalhados em 13 estados brasileiros e atualmente possuem mais de 500 unidades em 59 cidades.